# Chip Ganassi

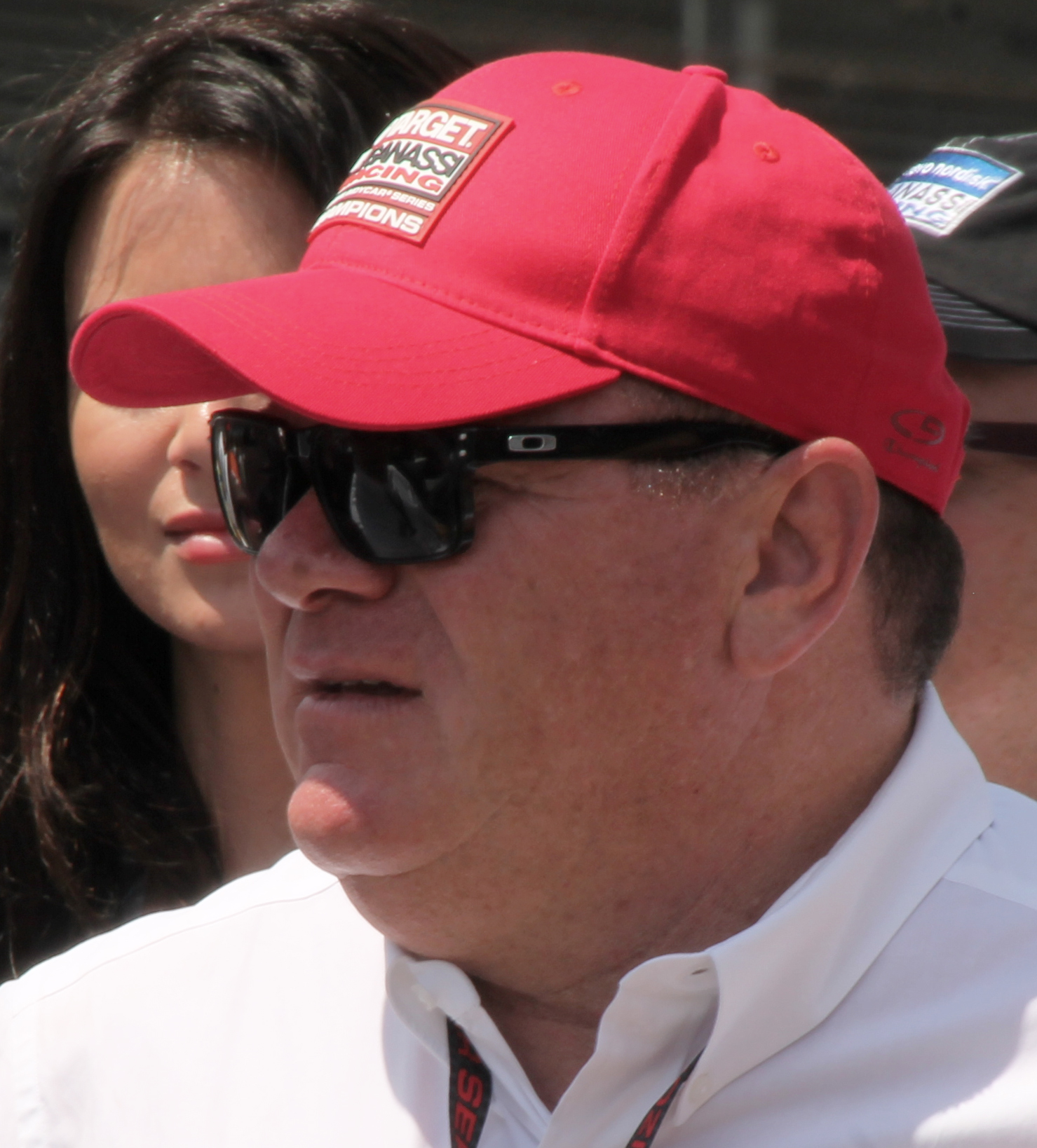
Ganassi in 2015.

Floyd "Chip" Ganassi (Pittsburgh (Pennsylvania), 24 mei 1958) is een voormalig Amerikaans autocoureur en huidig teambaas van Chip Ganassi Racing.

## Carrière
Ganassi nam tijdens zijn carrière als autocoureur deel aan 28 Champ Car races. Zijn beste resultaat was een tweede plaats op het circuit van Cleveland in 1984 en een negende plaats in de eindstand van het kampioenschap van 1983. Hij nam vijf keer deel aan de Indianapolis 500, zijn beste finish was een achtste plaats tijdens de race van 1983. Tijdens de race op de Michigan International Speedway in 1984 had hij een ernstig ongeluk. Hij reed nog vier races in 1985 en 1986 waarna hij ophield met racen. Na zijn actieve loopbaan als autocoureur werd hij teameigenaar van het succesvolle Chip Ganassi Racing, een team dat onder meer deelneemt aan de NASCAR kampioenschappen, Grand-Am kampioenschappen en de IndyCar Series en voorheen het Champ Car kampioenschap.